# Castaneoideae
Castaneoideae  (лат.) — подсемейство цветковых растений семейства Буковые (Fagaceae).
Включает в себя четыре рода:
- Castanea Mill. — Каштан
- Castanopsis (D.Don) Spach — Кастанопсис
- Chrysolepis Hjelmq. — Хризолепис
- Lithocarpus Blume — Литокарпус